# Puntate di Libri per tutti
Questa pagina contiene la lista dei contenuti di alcune puntate del programma televisivo Libri per tutti, a cura di Luigi Silori, andato in onda sul Programma Nazionale dal 3 gennaio al 4 luglio 1962.

## Stagione 1962
- Interviste a Emilio Servadio e a Enrico Mattei (trasmessa il 3 gennaio 1962) [2]
- Intervista a Antonio Ciampi (trasmessa il 10 gennaio 1962)
- Intervista a Alfonso Gatto (trasmessa il 24 gennaio 1962)
- Intervista a Michele Prisco (trasmessa il 31 gennaio 1962)
- Intervista a Vito Laterza (trasmessa il 7 febbraio 1962)
- Intervista a Giuseppe Cassieri (trasmessa il 14 febbraio 1962)
- Interviste a Dario Fo e Gorni Kramer (trasmessa il 21 febbraio 1962)
- Interviste a Mario Pomilio e Carlo Carrà (trasmessa il 7 marzo 1962)
- Intervista a Giorgio Bassani (trasmessa il 14 marzo 1962)
- Intervista a Giovanni Arpino e Rosario Villari e Francesco Compagna (trasmessa il 21 marzo 1962)
- Intervista a Attilio Bertolucci (trasmessa il 21 marzo 1962)
- Intervista a Luigi Veronelli (trasmessa il 4 aprile 1962)
- Intervista a Lydia Alfonsi (trasmessa il 11 aprile 1962)
- Intervista a Domenico Porzio (trasmessa il 18 aprile 1962)